# Trzeci klucz
Trzeci klucz (norw. Sorgenfri) – powieść kryminalna norweskiego pisarza Jo Nesbø, opublikowana w 2002 r. Pierwsze polskie wydanie ukazało się w 2007 nakładem Wydawnictwa Dolnośląskiego, w tłumaczeniu Iwony Zimnickiej.
Jest to czwarta powieść, w której występuje postać komisarza Harry’ego Hole. Akcja powieści toczy się wokół śledztwa prowadzonego przez komisarza Harry’ego Hole i jego nową obiecującą partnerkę. Sprawa dotyczy tajemniczego Ekspedytora napadającego na banki i z zimną krwią zabijającego ich pracowników. Śledztwo zatacza coraz szersze kręgi, poszlaki wiodą także daleko poza granice Norwegii. Dochodzi do kolejnych zbrodni. Mieszkańców Oslo ogarnia trwoga. Jednocześnie Hole usiłuje prowadzić własne, prywatne śledztwo w sprawie śmierci Anny, ekstrawaganckiej cygańskiej artystki, a zarazem swej byłej kochanki. Szantażowany dziwaczną korespondencją, z myśliwego zmienia się w zwierzynę, a policja depcze mu po piętach.
Książka przetłumaczona na 31 języków. W 2010 nominowana do Nagrody im. Edgara Allana Poego dla najlepszej książki kryminalnej.